# Fight Back to School 2
Série
Fight Back to School
(1991) Fight Back to School 3
(1993)
Pour plus de détails, voir Fiche technique et Distribution.
Fight Back to School 2 (逃學威龍２, Tao xue wei long 2) est une comédie d'action hongkongaise réalisée par Gordon Chan et sortie en 1992 à Hong Kong.
Suite de Fight Back to School (1991), le troisième volet, Fight Back to School 3, sort l'année suivante.

## Synopsis
Le policier infiltré Chow Sing Sing retourne à ses premières amours, l'école, après que la police anti-terroristes a découvert qu'un groupe d'extrémistes prévoit de prendre en otage des étudiants.

## Fiche technique
- Titre : Fight Back to School 2
- Titre original : Tao xue wei long 2 (逃學威龍２)
- Réalisation : Gordon Chan
- Scénario : Gordon Chan, John Chan, Wong Jing et Yuen Kai-Chi
- Production : Jimmy Heung et Stephen Siu
- Musique : inconnu
- Photographie : Cheng Siu-Keung
- Montage : Ma Chung-Yiu
- Pays d'origine : Hong Kong
- Format : Couleurs - 1,85:1 - Stéréo - 35 mm
- Genre : Comédie, action
- Durée : 106 minutes
- Date de sortie :
  - Hong Kong : 9 avril 1922

## Distribution
- Stephen Chow : Chow Sing Sing
- Ng Man-tat : oncle Tat
- Man Cheung : Mlle Ho
- Athena Chu : Sandy Lai
- Deannie Yip : inspecteur Yip
- Michael Chow : étudiant
- Michael Dingo : Peter
- Blackie Ko : belligérant
- Spencer Lam : professeur de judo
- Sarah Lee : Jacky
- Mark Houghton : terroriste
- Jonathan Isgar : terroriste
- John Wakefield : terroriste
- Mark Edward King : terroriste
- Indra Leech : terroriste
- Gabriel Wong : Tortoise
- James Wong : ministre Wong

## Distinctions

### Récompenses
- Nomination au prix de la meilleure nouvelle actrice (Athena Chu) et meilleur second rôle féminin (Deannie Yip), lors des Hong Kong Film Awards 1993.